# 中国野菜
中国野菜（ちゅうごくやさい）は、中国原産、または中国で大きく品種改良されて、栽培されている野菜。中国料理の材料として、また、外国の消費嗜好に合うものは、新しい食材として、海外でも栽培されている。

## 日本への輸入
中国から日本へ伝わった野菜の数は多いが、一般に「中国野菜」と呼んでいるものは日中国交正常化（1972年）以降から食品専門商社の手により、中国から日本への輸入が始まり広まっていった野菜をさす。当時は、大型港のある上海市や天津市近郊で収穫した野菜を船積みし、3日目に東京港や神戸港へ到着するスケジュールであったが、通関に手間取り一週間近くかかることもあった。それでもスーパーやデパートの店頭に並ぶと半値ということもあり飛ぶように売れた。輸入された野菜の多くは、日本でもなじみのあるタマネギ、キャベツ、ハクサイ、ダイコンなどであった。現在日本で出回っている中国野菜は、日本で改良された15、16種類ていどのものが知られる。日本国内の主産地は、静岡県、神奈川県、埼玉県、千葉県などである。

## 主な品種
青長大根
中国名は青蘿蔔（中国語読み：インルオボ）。日本では「ビタミン大根」ともよばれる。アブラナ科ダイコン属。小型の長大根で、直径5 - 7センチメートル、長さ15センチメートルほどある。特徴の緑色は、内側の肉にも及んでいる。旬は秋から冬で、日本では千葉・神奈川県で栽培されている。肉質は緻密で、甘みが強く、生のまま酢の物やサラダにしたり、漬物、煮物、切り干し大根にする。
エンツァイ
漢字で蕹菜（中国語読み：ウォンツァイ）。ヒルガオ科。ヨウサイ／エンサイ／アサガオナのこと。空心菜（くうしんさい、コンシンツァイ）、通菜ともいう。中国南部や東南アジアで広く栽培されている。カロテンが豊富な緑黄色野菜で、ビタミンCや食物繊維、鉄、カリウム、カルシウムも多い。若い茎葉はやわらかくてクセがなく、炒め物、おひたし、天ぷらなどさまざまに調理される。
オオクログワイ
オオクログワイ（大黒慈姑）は和名で、別名イヌクログワイ（犬黒慈姑）。中国名は荸薺（ビィチィ）。カヤツリグサ科ハリイ属。中国には生があるが、日本では缶詰が多い。地下にできる暗褐色で扁球形の塊茎を食用にする。シャリシャリした食感が特徴で、オモダカ科のクワイとは異なる。中国広東省桂林産のものが有名で、中国では生のまま食べたり、料理の副材料、デザートに使われる。
大葉からし菜
中国名は大芥菜（ダージェツァイ）。アブラナ科。中国の南方で栽培されるタカナ（高菜）のなかまで、特に四川省、福建省、広東省産のものが多い。茎葉が幅広く、草丈30センチメートルの大株になる。塩漬けや浅漬けにすることが多く、独特の辛味を生かして煮物、蒸し物、スープ、炒め物にも使われる。
カイラン
漢字で芥藍（中国語読み：ジェラン）。アブラナ科でキャベツの仲間だが味はブロッコリーに似る。チャイニーズブロッコリー、チャイニーズケールともいう。つぼみのついた太い茎と葉を利用する。カロテン、ビタミンCが豊富な緑黄色野菜で、カルシウム、亜鉛、銅を多く含む。広東料理によく用いられ、炒め物、煮物にする。
キンサイ
漢字で芹菜（中国語読み：チンツァイ）。セリ科。中国セロリ、スープセロリともいう。セロリの原種系に近く、セロリよりも全体に小さい。高温下でも栽培でき、香味野菜として利用する。中国では、葉柄が濃緑色のものと淡緑色のものがある。カロテンやカルシウムが多く、緑黄色野菜に入る。若い茎を炒め物、和え物にしたり、生葉をスープに入れたりする。
コウサイタイ
漢字で紅菜苔（中国語読み：ホンツァイタイ）。中国では紫菜苔（ヅーツァイタイ）ともいう。アブラナ科。アブラナの一種で茎が赤紫色になる品種。主産地は中国湖北省武昌。ビタミンCやミネラルに富み、葉の色が濃いがカロテンは少なめ。アクは少なく、炒め物、おひたし、和え物に向く。
紅心大根
漢字で紅心美（中国語読み：ホンシンメイ）。和名は紅心大根（こうしんだいこん）。アブラナ科ダイコン属の丸大根。外皮は緑色で、内部の肉色は鮮やかな桃紅色。旬は冬。水にさらしたり、茹でると紅色が抜けて白くなってしまう。色を生かして、サラダや浅漬け、おろし大根にする。
ザーサイ
漢字で搾菜（中国語読み：ヂャーツァイ）。茎からし菜の変種。葉柄の基部のこぶ状の突起が膨らみ、肉質の茎になり、その茎を漬けたものが有名。
セリホン
漢字で雪里蕻。アブラナ科。カラシナの一種で雪菜ともいう。
ソンミョウ
漢字で蒜苗（中国語読み：スァンミァオ）。ヒガンバナ科ネギ属でニンニクの成長過程で伸びてきた若い葉のこと。中国南部では、蒜苗を蒜苔、蒜苔を蒜苗とよぶ地域があり、日本でも両者の呼称の混同があったため「にんにくの芽」ともよばれていた。秋から春に出回る。香りは穏やかで、小さく切って料理の青み付けや、魚料理の薬味など青ネギのように使う。中国では麻婆豆腐に欠かせない食材である。
タアサイ（英: Tatsoi）
漢字で塌菜（中国語読み：ターツァイ）。アブラナ科で小白菜の変種。キサラギナ（如月菜）ともいう。「塌」は「押しつぶしたような」という意味で、冬の寒冷期に地面に這うように葉を広げる草姿に由来する。葉は縮れていて肉厚、濃緑色でつやがある。カロテン豊富な緑黄色野菜で、ビタミンC・B2・E・ナイアシン、カルシウム、亜鉛・鉄も多く含まれる。炒め物、煮物、スープなどにする。
タイサイ
漢字で体菜。アブラナ科。チンゲンサイとパクチョイに分かれる。
チンゲンサイ
漢字で青梗菜（中国語読み：チンゴンツァイ）。アブラナ科。タイサイの一品種。薄い緑色をしているので青梗白菜ともいう。中国では小白菜（結球しないハクサイ）の一種とされる。日本で最も普及している中国野菜のひとつ。カロテン豊富な緑黄色野菜で、カルシウムも豊富に含まれる。味は淡泊でアクがなく、炒め物、おひたし、煮物に使われる。
パクチョイ
漢字で白菜（中国語読み：パイツァイ）。パクチョイは白菜の広東語読みで、広東白菜（中国語読み：グァンドンパイツァイ）とも。小白菜の一種で、アブラナ科でタイサイの一品種。チンゲンサイとはごく近縁の野菜で、緑色を帯びるチンゲンサイに対して、中国では白梗菜（パイゴンツァイ）ともよばれる。葉は濃い緑色で、葉柄が白色。栄養的にはハクサイとチンゲンサイの中間で、カロテンが多い緑黄色野菜。火の通りが早く、チンゲンサイと同じように使われる。
トウミョウ
漢字で豆苗（中国語読み：ドウミャオ）。マメ科のエンドウの若芽で豌豆苗（ワンドウミアオ）、龍のヒゲのようなので龍鬚菜（ロンシユイツアイ）ともよばれる。旬は春だが、水耕栽培したものが通年流通する。タンパク質と炭水化物が多い緑黄色野菜で、育ちすぎるとかたくなって風味が落ちる。炒め物、おひたし、スープなどに使う。
ヒユナ
漢字で莧菜。ヒユ科。ハゲイトウの食用品種。
紅丸大根
中国名は大紅袍（だいこうほう、中国語読み：ダーホンパオ）。アブラナ科ダイコン属。赤蕪の一種。根茎は直径7 - 10センチメートル前後、長さ20センチメートルほどになる。デンプン量が多い緻密な肉質で、外皮は紅色、内部の肉は白色。旬は冬で、生で酢の物やサラダ、漬物などにする。
ユサイシン
漢字で油菜心（中国語読み：ヨウツァイシン）。別名サイシン（菜心）ともよばれる。アブラナ科アブラナ属。中国南方の野菜で、ナバナのようにつぼみと葉のついたやわらかい茎先を食べる。ナバナは春先に出回るものが多いが、本種は暑さに強く生育期間が短いのが特徴で、夏にも出回る。カロテン量はホウレンソウと同じくらい豊富に含まれ、鉄、ビタミンB1・C・K、ナイアシン、葉酸、食物繊維も多い。炒め物、煮込み、あんかけなどにする。

## 中国野菜ではないが中国で多用される野菜
シャンツァイ
漢字で香菜。セリ科。和名コエンドロのこと。英語名でコリアンダー、タイ語名でパクチーともいう。広東料理では広東語で芫茜（インサイ）という。地中海原産の香味野菜で、カロテンとビタミンCが豊富で、独特の香り成分は鎮静作用や血圧降下作用が知られる。生葉を刻んで、肉料理や魚料理に添えたり、スープの香り付けや彩りに使う。タイ料理ではトムヤムクン、中華料理ではシエアンヤンロウ（しゃぶしゃぶ風の羊肉料理）や、チンヂョンユイ（魚の蒸し料理）に用いる。
ツルムラサキ
漢字で蔓紫。ツルムラサキ科。木耳菜、潺菜ともいう。
ニンニクの芽
漢字で蒜苔（中国語読み：スァンタイ）。ヒガンバナ科ネギ属。日本では「にんにくの芽」の名で売られているが、長い花茎用の専売品種もあり、つぼみを取り去ったニンニクの花茎を食べるもので実際の芽ではない。ほのかなニンニク臭と甘みがあり、シャキッとした歯ごたえがある。ぶつ切りにして炒め物や煮物に使う。
マコモダケ
漢字で茭白（中国語読み：ジャオパイ）。イネ科のマコモにマコモクロボ菌が寄生して茎が肥大したタケノコ状の芽。茭筍ともいう。日本では沖縄で栽培されている。少量のミネラルと水溶性ビタミン、カリウムがやや多く含まれる。アスパラガスやヤングコーンに似た味で、タケノコのような歯触りがある。中華料理の食材として重要で、生でサラダにしたり、炒め物、煮物、和え物、スープなどにする。
ドクダミ
漢字で折耳根。ドクダミ科。薬用以外に、四川料理、貴州料理で野菜とされる。